# Абдімількат
Абдімількат (Абдмелькарт, Абдімілкутті, Абдімілкі) (д/н — бл. 676 до н. е.) — цар міста-держави Тіра в 694—680 роках до н. е. і Сідона в 682—677 роках до н. е.

## Життєпис
Був сина або братом сідонського царя Ітобаала. Близько 694 року до н. е. за підтримки останнього став царем Тіру (після смерті царя Лулі або його повалення). Зберігав вірність Ассирії протягом панування царя Сін-аххе-еріби.
Близько 682 року до н. е. після смерті Ітобаала став також царем Сідона. Втім наступного року на трон Ассирії зійшов Асархаддон, що не бажав відновлення потуги Тіро-Сідонського царства. Тому змусив Абдімільката зректися Тіру на користь Баала I.
Невдовзі повстав проти Ассирії, уклавши союз з Сандуаррі, царем Ку'е. Успіху повстання сприяли численні заколоти проти Асархаддону з боку його братів. Втім Сідон не дістав підтримки інших фінікійських міст. Зрештою Абдімількат зазнав нищівної поразки. Відповідно до ассирійських аналів, він спробував перебратися на Кіпр, але на шляху захоплений тірським флотом та переданий ассирійцям.
676 року до н. е місто Сідон зруйновано, а на його місці засновано нове поселення, назване Кар-Асархаддон («Порт Асархаддона»). Його мешканцями стали горяни й поселенці з віддалених областей Ассирії. Місто і його околиці в складі Ассирії утворили нову провінцію.
Абдімількат, члени його родини, багато представників знаті і ремісники були привезені до Ніневії. Тут в місяці тішріту (вересень або жовтень) сідонського царя було страчено. на честь цієї перемоги ассирійський цар у 670 або 669 році до н. е. спорудив Стелу Перемоги.